# Greg Knapp
Greg Knapp (Long Beach, 5 marzo 1963 – Walnut Creek, 22 luglio 2021) è stato un allenatore di football americano statunitense.

## Carriera universitaria
Giocò come quarterback nei Sacramento State Hornets nella Big Sky Conference della NCAA.

## Carriera professionistica come allenatore
Nel 1995 iniziò la sua carriera NFL con i San Francisco 49ers nel ruolo di assistente del controllo della qualità dell'attacco. Poi dal 1998 venne promosso ad allenatore dei quarterback dove sotto la sua guida dapprima Steve Young chiuse gli ultimi suoi due anni con il rateo di 95,5% e poi Jeff Garcia totalizzò il record di squadra di 4.278 yard con 31 touchdown. Nel 2001 venne promosso come coordinatore dell'attacco fino al 2003.
Nel 2004 firmò con gli Atlanta Falcons per il medesimo ruolo. Nel 2005 il suo attacco nelle corse dominò la NFL con la media di 159.1 yard per partita.
Nel 2007 firmò per gli Oakland Raiders per lo stesso ruolo, nella prima stagione i Raiders  giunsero 6° nelle corse in tutta la NFL con la media di 130.4 yard per partita, l'anno successivo si collocarono 10° con 124.2 yard.
Nel 2009 passò ai Seattle Seahawks come coordinatore dell'attacco.
Nel 2010 firmò con gli Houston Texans per la 2a volta in carriera come allenatore dei quarterback. Nel 2010 Matt Schaub sotto la sua guida ottenne il miglior record tra touchdown e intercetti della sua carriera, si collocò 9° in tutta la NFL con il rateo di 92% e 4° per le yard totali: 4.370. L'anno successivo anche se i Texans persero Schaub per tutta la stagione dopo la 10a partita, riuscirono ad arrivare 6° con il rateo di 96.8% e 10° nella NFL per i punti: 381.
Il 31 gennaio 2012 ritornò per la 2a volta con i Raiders ancora come coordinatore dell'attacco. A causa degli scarsi risultati soprattutto sul gioco nelle corse il 31 dicembre venne esonerato.
Nella 2013 firmò con i Denver Broncos come allenatore dei quarterback.

## Vita familiare
Sposato con Starla, aveva una figlia di nome Jordan.